# Biatló als Jocs Olímpics d'hivern de 2002
Als Jocs Olímpics d'Hivern de 2002 celebrats a la ciutat de Salt Lake City (Estats Units) es disputaren vuit proves de biatló, quatre en categoria masculina i quatre més en categoria femenina. En aquesta edició debutà la prova de 12,5 km. persecució masculina i els 10 km. persecució femenins.
Les proves es realitzaren entre els dies 11 i 20 de febrer de 2002 a les instal·lacions de Soldier Hollow. Hi participaren un total de 190 biatletes, entre ells 102 homes i 88 dones, de 34 comitès nacionals diferents.

## Resum de medalles

### Categoria masculina
| Prova                       | Or                                                                              | Argent                                                         | Bronze                                                                   |
| 10 km. esprint Detalls      | Ole Einar Bjørndalen                                                            | Sven Fischer                                                   | Wolfgang Perner                                                          |
| 12,5 km. persecució Detalls | Ole Einar Bjørndalen                                                            | Raphaël Poirée                                                 | Ricco Gross                                                              |
| 20 km. Detalls              | Ole Einar Bjørndalen                                                            | Frank Luck                                                     | Viktor Maigurov                                                          |
| Equips Detalls              | NoruegaHalvard Hanevold · Frode Andresen · Egil Gjelland · Ole Einar Bjørndalen | AlemanyaRicco Gross · Peter Sendel · Sven Fischer · Frank Luck | FrançaGilles Marguet · Vincent Defrasne · Julien Robert · Raphaël Poirée |

### Categoria femenina
| Prova                     | Or                                                              | Argent                                                                                     | Bronze                                                                       |
| 7,5 km. esprint Detalls   | Kati Wilhelm                                                    | Uschi Disl                                                                                 | Magdalena Forsberg                                                           |
| 10 km. persecució Detalls | Olga Pyleva                                                     | Kati Wilhelm                                                                               | Irina Nikulchina                                                             |
| 15 km. Detalls            | Andrea Henkel                                                   | Liv Grete Skjelbreid                                                                       | Magdalena Forsberg                                                           |
| Equips Detalls            | AlemanyaKatrin Apel · Uschi Disl · Andrea Henkel · Kati Wilhelm | NoruegaAnn-Elen Skjelbreid · Linda Tjørhom · Gunn Margit Andreassen · Liv Grete Skjelbreid | RússiaOlga Pyleva · Galina Kukleva · Svetlana Ishmouratova · Albina Akhatova |

## Medaller
| Posició | País     | Or | Argent | Bronze | Total |
| 1       | Noruega  | 4  | 2      | 0      | 6     |
| 2       | Alemanya | 3  | 5      | 1      | 9     |
| 3       | Rússia   | 1  | 0      | 2      | 3     |
| 4       | França   | 0  | 1      | 1      | 2     |
| 5       | Suècia   | 0  | 0      | 2      | 2     |
| 5       | Àustria  | 0  | 0      | 1      | 1     |
| 5       | Bulgària | 0  | 0      | 1      | 1     |
|         |          |    |        |        |       |
| Total   | Total    | 8  | 8      | 8      | 24    |